# Alfred Hutchinson
Alfred Hutchinson, född 1924 i Hectorspruit, Transvaal, Sydafrika, död den 14 oktober 1972 i Nigeria, var en sydafrikansk författare och lärare.
Hutchinson gick i svensk missionsskola, tog studenten vid St. Peters i Johannesburg, och därefter en fil kand vid University of Fort Hare. Han klassades som färgad av apartheidregeringen, men såg sig som afrikan och ogillade de färgades kamp för att räknas som ett eget folk. Han arbetade som lärare, men var medlem av ANC, och avskedades och fängslades 1952 i två veckor för sin kamp mot apartheid. 1956 åtalades han för högförräderi, och flydde till Storbritannien via Östafrika och Ghana. Om detta handlar hans självbiografi Road to Ghana (1960). 1964 publicerade han pjäsen The Rain Killers.